# Punch (Fluss)
Der Punch (englisch Poonch River; oberhalb der Stadt Punch auch Suran) ist ein linker Nebenfluss des Jhelam in Kaschmir.

## Verlauf
Der Punch entspringt an der Westflanke des Pir Panjal im Nordosten des Distrikts Punch im indischen Teil Kaschmirs. Er fließt anfangs in südlicher Richtung und wendet sich später in Richtung Nordnordwest. Er passiert bei Flusskilometer 100 die am rechten Flussufer gelegene Distrikthauptstadt Punch. Der Fluss fließt nun nach Westen und allmählich nach Südwesten. Dabei überquert er etwa 70 Kilometer oberhalb der Mündung die Grenze nach Pakistan. Am linken Flussufer 50 Kilometer oberhalb der Mündung liegt die Kleinstadt Kotli, Verwaltungszentrum des gleichnamigen Distrikts. Schließlich mündet der Punch in den nordöstlichen Teil des Stausees der Mangla-Talsperre. Der Punch hat eine Länge von 150 Kilometern. Er entwässert ein Areal von etwa 4050 Quadratkilometern. Am Pegel Kotli (Einzugsgebiet: 3210 Quadratkilometer) beträgt der mittlere Abfluss 126 Kubikmeter pro Sekunde. Das Einzugsgebiet des Punch erhält die meisten Niederschläge (290 Millimeter pro Monat) in der Monsunzeit in den Sommermonaten Juli und August. Diese sind entsprechend die abflussstärksten Monate des Punch.

## Wasserkraftwerke
Am Punch sind derzeit mehrere Wasserkraftwerke in Planung oder im Bau. Das Rajdhani-Wasserkraftwerk mit 132 Megawatt entsteht 12 Kilometer oberhalb der Mündung. Oberstrom sind in Pakistan folgende Wasserkraftwerke geplant: Gulpur-Wasserkraftwerk (bei Flusskilometer 28; 102 Megawatt), Kotli-Wasserkraftwerk (100 Megawatt) und Sehra-Wasserkraftwerk (130 Megawatt).

## Fauna
Im Punch und seinen Nebenflüssen lebt der Tor putitora, einer der größten Karpfenfische.
Zu dessen Schutz wurde das Flusssystem auf pakistanischer Seite zum River Poonch Mahasheer National Park erklärt.